# Paolo Canali

Paolo Canali

Paolo Canali (Londra, 26 novembre 1911 – 1979) è stato un doppiatore e politico britannico.

## Biografia
Nato a Londra da una famiglia di italiani torna in Italia, a Roma, dove frequenta le scuole commerciali, dilettandosi di recitazione, sino al 1934 quando partecipa alle selezioni per la scelta di una nuova voce per il doppiaggio di Oliver Hardy.
Scelto tra un gran gruppo di partecipanti lavora al doppiaggio dei film di Stanlio e Ollio, in coppia dapprima con Derek Fortrose Allen nel 1934 e 1935, e poi con Carlo Cassola. I due doppiano insieme, a partire dal 1935, quasi tutte le pellicole di Laurel & Hardy sino al 1938, quando Canali viene sostituito da Alberto Sordi.
Successivamente termina gli studi rimanendo nella capitale, entrando in politica nel dopoguerra. Si candida nella Democrazia Cristiana di Alcide De Gasperi e per conto di quest'ultimo svolge la cosiddetta Missione Canali, che fa da tramite tra la DC italiana e l'onorevole inglese Winston Churchill, nel 1954.
Nel 1953 Canali scrive anche il libro Alcide De Gasperi nella politica estera italiana, firmandosi con lo pseudonimo di Adstans.

## Doppiaggi di Oliver Hardy
- I ladroni (Night Owls), regia di James Parrott (1930)
- I monelli (Brats), regia di James Parrott (1930)
- Sotto zero (Below Zero), regia di James Parrott (1930)
- Un marito servizievole (Hog Wild), regia di James Parrott (1930)
- Il compagno B (Pack Up Your Troubles), regia di George Marshall e Ray McCarey (1932)
- Trainati in un buco (Towed in a Hole), regia di George Marshall (1932)
- Anniversario di nozze (Twice Two), regia di James Parrott (1933)
- I figli del deserto (Sons of the Desert), regia di William A. Seiter (1933)
- Nel paese delle meraviglie (Babes in Toyland), regia di Charley Rogers e Gus Meins (1934)
- La grande festa (Hollywood Party), registi vari (1934)
- Gli allegri eroi (Bonnie Scotland), regia di James W. Horne (1935)
- La ragazza di Boemia (The Bohemian Girl), regia di James W. Horne e Charley Rogers (1936)
- Allegri gemelli (Our Relations), regia di Harry Lachman (1936)
- Scegliete una stella (Pick a Star), regia di Edward Sedgwick (1937)
- I fanciulli del West (Way Out West), regia di James W. Horne (1937)